# سابريشو الرابع
ساربريشوالرابع(سابريشوع الرابع بن قيوما) كان بطريرك كنيسة المشرق من سنة 1222 حتى وفاته سنة 1225.

## بطريركية سابريشوع
يروي ابن العبري عن بطريركية سابريشوع ما يلي:
خلف يهبالاها الثاني ابن أخيه من أخيه، سابريشوع، وذلك أيضاً نتيجة الذهب الذي أوصله إلى الحاكم بيد الوزير المشهور أمين الدولة أبو الكرم بن توما، وكان مقداره 7,000 دينار. توفي في الأحد الثاني من الشهر، في اليوم الثامن من الشهر السادس لسنة 622 للهجرة (1225/1226م)، ودُفن بجوار عمه. وخلفه سابريشوع بن المسيح.